# 新・野球狂の詩
『新・野球狂の詩』（しん やきゅうきょうのうた）は、水島新司による日本の漫画作品。
2000年から『モーニング』に連載されていて当初は『野球狂の詩2000』の題名だった。『モーニング』は週刊誌だったが、本作は月１回程度の掲載がされていた。
2004年3月から『別冊モーニング』に連載先を移籍。2005年まで掲載。
話は、前作『野球狂の詩 平成編』の終了時の1999年の翌年の2000年から始まる。このシリーズの途中で、東京メッツは札幌華生堂メッツに名が変わる。
前作『野球狂の詩 平成編』ではセントラル・リーグは10球団で構成されていた。続編にあたる本作『新・野球狂の詩』ではセントラル・リーグは8球団となっている。
また、2004年、2005年はメッツがセントラル・リーグ優勝となっている。
単行本は全12巻＋特別巻1巻。12巻からストーリーが継続する特別巻『野球狂の詩VS.ドカベン』（2005年10月・11月に雑誌掲載。2006年2月に単行本刊行）は、2005年の日本シリーズが東京スーパースターズ対札幌華生堂メッツとなり、『ドカベン スーパースターズ編』（『週刊少年チャンピオン』に連載中だった）と物語が共通となる。

## 登場人物

### 札幌華生堂メッツ
岩田 鉄五郎
監督兼投手。現在も、現役最年長投手。東京メッツとしての最後の試合で引退を発表しようとしたが、かつてのチームメイト達からの説得もあり、撤回。現在も活躍。
水原 勇気
コーチ兼投手。現在もドリームボールは健在。抑えとして登板することが多い。
五利 一平
コーチ。一時は、岩田との衝突でチームを離れていたが、岩田の休養、チームの低迷を受け、復帰。その後、メッツを快進撃に導く。
国立 珠美
投手。左投左打。かつての名スラッガー国立玉一郎の娘。ニュードリームボールを投げることが出来る。
青田 心太郎
投手。右投右打。チームのエースとして活躍。一時はエースの座を奪われていた。
音武田 祭
三塁手。右投右打。チームのスラッガー。喧嘩っ早い性格で、ドラフト会見では遅刻する。
青空 晴太
遊撃手。右投右打。元々はフリーター。バッティングセンターで練習しているところをスカウトされる。最初は、入る気などなかったが珠美に惚れあっさりと入団。安打一本につき￥50,000の出来高制の契約をしている。2001年のシーズンは彼のエラーで優勝を逃す。
円山 大地
中堅手。右投右打。地元出身のスラッガー。当初は、読売ジャイアンツに入団を希望していたが、岩田と出会いスカウトから入団を断りメッツへと入団。
針 忠助
投手。右投。元ハンドボール選手。そのハンドボールで鍛えた体で豪速球を投げる。彼女に、遥がいる。青田からエースの座を奪い、開幕投手を任される。
岩田 武司
投手および右翼手。右投右打。岩田鉄五郎の孫で、元大阪ガメッツのスラッガー。羅生門とのトレードでメッツへ移籍。移籍後は、その才能をいかんなく発揮。

### 大阪ガメッツ
火浦健
大阪ガメッツ監督。元東京メッツエースピッチャー。右投右打。フォークが武器で、現在も登板することがある。
羅生門
三塁手および外野手で、元東京メッツスラッガー。右投両打。音武田らの入団で活躍の場を奪われ、岩田とのトレードでガメッツへ移籍。その後は、古巣を見返す活躍を見せている。
小鳩 花子
元ソフトボールの選手で火浦の元おっかけで、長身の外野手。右投右打。2004年の開幕戦に代打で登場。針を捕らえ、貴重な一点をあげ、チームを勝利に導く。通称「デカ女」。

### その他
島 新之助
横浜ベイスターズのピッチャー。当初は、メッツに入団を希望していたが、クジでベイスターズが引き、一時は社会人野球へ行くことを決めていたが、岩田の説得で横浜へ入団。
南海 権左
阪神タイガースの選手。一塁手。右投右打。ガメッツからトレードで入団。彼が出ると不吉が起こるといわれている。「ドカベン」で登場した吉良高校の南海と同一人物である。
坂本 一将
中日ドラゴンズの選手。足の速さだけで入団した、代走専門の選手。メッツとの試合では、川相昌弘のバントエンドランで、二塁から一気にホームへ生還した。守備位置、投打は一切不明。